# Europarlamentari pentru Austria 1999-2004
Această listă este o listă a membrilor Parlamentului European pentru Austria în al 5-lea termen din 1999 în 2004, ordonați după nume:
- Maria Berger (Partidul Socialiștilor Europeni)
- Herbert Bösch (Partidul Socialiștilor Europeni)
- Mercedes Echerer (Grupul Verzilor - Alianța Liberă Europeană)
- Harald Ettl (Partidul Socialiștilor Europeni)
- Marialiese Flemming (Partidul Popular European)
- Gerhard Hager (Neafiliați)
- Wolfgang Ilgenfritz (Neafiliați)
- Othmar Karas (Partidul Popular European)
- Hans Kronberger (Neafiliați)
- Hans-Peter Martin (Partidul Socialiștilor Europeni)
- Hubert Pirker (Partidul Popular European)
- Christa Prets (Partidul Socialiștilor Europeni)
- Reinhard Rack (Partidul Popular European)
- Daniela Raschhofer (Neafiliați)
- Paul Rübig (Partidul Popular European)
- Karin Scheele (Partidul Socialiștilor Europeni)
- Agnes Schierhuber (Partidul Popular European)
- Peter Sichrovsky (Neafiliați)
- Ursula Stenzel (Partidul Popular European)
- Hannes Swoboda (Partidul Socialiștilor Europeni)
- Johannes Voggenhuber (Grupul Verzilor - Alianța Liberă Europeană)